# MDA-MB-453
MDA-MB-453是一種具有高水平雄激素受體表達的人類三陰性乳癌細胞系。它的增殖受到二氫睪酮等雄激素的刺激，但會通過雄激素受體介導的機制被醋酸甲羥孕酮所抑制。MDA-MB-453細胞具有已活化的甘油3-磷酸穿梭，並且可以在沒有雌激素受體和孕酮受體的情況下表達高水平的功能性雄激素受體，故而為進一步研究雄激素調節基因表達以及可能在乳癌中的細胞增殖，提供一個良好的體外模型。
雖然MDA-MB-453細胞與頂分泌乳癌（apocrine breast carcinoma）具有某些相同的特徵，但在患者的各種顯著特徵方面則有所不同，從而限制了該細胞作為人類頂分泌乳癌研究模型的價值。除此之外，有科研人員透過MDA-MB-453細胞，研究突變PTEN蛋白的生物化學和生物學特性。

## 外部連結
- Cellosaurus entry for MDA-MB-453 （页面存档备份，存于）